# Der Mann mit dem goldenen Colt (Roman)
Der Mann mit dem goldenen Colt (Originaltitel: The Man with the Golden Gun) ist der zwölfte und letzte Roman aus der von Ian Fleming geschriebenen James-Bond-Reihe. Er wurde 1965, ein Jahr nach Flemings Tod, veröffentlicht und 1974 mit Roger Moore in der Rolle des Agenten 007 verfilmt.

## Handlung
Fast ein Jahr nachdem James Bond bei einem Einsatz in Japan (siehe Du lebst nur zweimal) verschollen war und für tot erklärt wurde, taucht er im November 1963 wieder in London beim Geheimdienst auf. Seine Identität wird angezweifelt, aber eine sorgfältige Überprüfung bestätigt sie. Wegen einiger seltsamer Verhaltensweisen von Bond wird M davon abgeraten, ihn zu empfangen, er tut es aber trotzdem. James Bond behauptet, von der gegnerischen Seite überzeugt worden zu sein, und versucht, M mit einer Zyanidpistole zu töten. M ist jedoch vorbereitet, so dass eine blitzschnell herabgelassene Panzerglasscheibe das Attentat verhindern und Bond überwältigt werden kann.
Es stellt sich heraus, dass sich Bond nach seinem Gedächtnisverlust durch das Wort Wladiwostok an die Sowjetunion erinnert, dann dorthin gereist und sofort festgenommen und identifiziert worden war. In Leningrad wurde er einer Gehirnwäsche unterzogen, so dass er bereit war, M zu töten. Der Neurologe Sir James Molony macht die Gehirnwäsche durch Elektroschocks wieder rückgängig, und James Bond ist wieder einsatzfähig. Um vollständig rehabilitiert zu werden, soll er den circa 35 Jahre alten Francisco (Paco) „Pistols“ Scaramanga töten, der für den Tod mehrerer Agenten verantwortlich ist. Er ist 1,90 m groß, schlank und durchtrainiert, beidhändig und mit einer dritten Brustwarze (laut Voodoo unverwundbar und potent). Im berühmten Duell gegen Ramon „The Rod“ Rodriguez, zwei Herzschüsse von Scaramanga, ohne das dieser überhaupt reagieren konnte. Scaramangas Tarnung „keine“, aufgrund seines Status.
In Mittelamerika sucht der 43-jährige Bond nach Scaramanga. Einige Male verpasst er ihn kurz, auf dem Weg nach Havanna bei einem Zwischenstopp in Kingston entdeckt er jedoch zufällig eine Nachricht für Scaramanga. Aus dieser und einer Anzeige in der Zeitung kann Bond kombinieren, dass Scaramanga am nächsten Tag in Kingston eintreffen soll. Er begibt sich in das getarnte Büro des britischen Geheimdienstes und trifft dort auf seine ehemalige Sekretärin Mary Goodnight. Sie hat sich nach Bonds Verschwinden dorthin versetzen lassen und vermisst seit einigen Tagen ihren Chef, Commander Ross, der auch auf der Suche nach Scaramanga war.
Am Tag darauf begibt sich Bond zu dem Treffpunkt, der sich als Bordell herausstellt, in dem Scaramanga Kunde ist. Die beiden begegnen sich, und durch Bonds selbstbewusstes Auftreten erfährt er, dass Scaramanga sich mit Geschäftsfreunden treffen will und noch einen Leibwächter braucht. Er engagiert Bond. Dieser hat die Möglichkeit, Scaramanga zu erschießen, jedoch hindern ihn seine Skrupel daran.
Das Treffen findet in einem Hotel statt, das den Geschäftspartnern gehört und noch im Bau ist. Die Partner sind hochrangige Mafia-Mitglieder sowie Mr. Hendriks, ein hoher KGB-Offizier, der Scaramangas engster Vertrauter ist. Die Hotelzimmer sind alle verwanzt, aber zu Bonds Überraschung ist Felix Leiter als Buchhalter des Hotels getarnt, wodurch er alle Leitungen anzapfen kann. Auch Bond belauscht die Konferenz, und so erfährt er, dass Ross von Scaramanga vor zehn Tagen ermordet worden sei und Hendriks von Bonds Auftrag wisse. Allerdings habe er Bond noch nicht erkannt. Einer der Gangster, Ruby, will wegen finanzieller Schwierigkeiten bei der Konferenz aussteigen, woraufhin er von Scaramanga erschossen wird.
Auf der abendlichen Party prahlt Bond mit seinen Schießkünsten und schießt mit Scaramangas Colt einer Tänzerin eine Ananas vom Kopf. In der Nacht steigt Mary Goodnight heimlich bei Bond ins Zimmer ein, wird aber von Scaramanga erwischt. Sie können sich herausreden, aber diese beiden Fehler lassen Scaramanga misstrauisch werden.
Am nächsten Tag bekommt Hendriks telefonisch eine Beschreibung von Bond, womit seine Tarnung auffliegt. Die Gangster spielen das Spiel zwar weiter, aber Bond konnte eine Unterhaltung zwischen Hendriks und Scaramanga belauschen, in der neben vielen anderen Verbrechen auch die Liquidierung Bonds noch am selben Tag besprochen wird. Dies soll bei einem Ausflug mit einer Schmalspurbahn passieren. Mary Goodnight liegt plötzlich gefesselt auf den Gleisen, so dass Bond den Steuerschalter nach unten riss und seine Wather PPK einsetzt. Es kommt zu einer Schießerei, bei der ihm Felix Leiter zu Hilfe kommt, der sich im Zug versteckt hatte. Er war von Scaramanga, der Leiters Identität nicht kannte, beauftragt worden, die nächste Brücke zu verminen und Goodnight auf die Gleise zu legen. Leiter hat aber nur eine Puppe hingelegt. Bond, Leiter und Scaramanga können rechtzeitig vor der Explosion vom Zug springen. Alle drei sind angeschossen. Es kommt zum Duell zwischen Bond und Scaramanga, bei dem Bond ihn ein letztes Gebet sprechen lässt, als er vom scheinbar entwaffneten Scaramanga, mit einem Derringer angeschossen wird. Bond wand sich wie ein sterbendes Tier, und seine Waffe brüllte fünf Mal auf und Scaramangas durchbohrtes Herz blieb stehen.
Eine Woche lang liegt Bond bewusstlos im Krankenhaus, dann wird bei einem Treffen mit dem Polizeidirektor der Vorfall bereinigt. Die Agenten werden mit der Polizeimedaille ausgezeichnet. Später erhält Bond ein chiffriertes Telegramm von M, in dem ihm mitgeteilt wird, dass er für den Titel Knight Commander of St. Michael and St. George vorgeschlagen wurde. Bond lehnt aber ab und begründet das gegenüber Mary Goodnight damit, dass er nicht Sir James Bond heißen möchte und keine öffentliche Person werden wollte. Eine Woche später sollte Bond aus dem Krankenhaus entlassen werden, sich aber noch drei Wochen erholen soll. Mary Goodnight bietet ihm ihr kleines Häuschen am Mona-Damm an. Bond sagt „Goodnight, Sie sind ein Engel“, gleichzeitig wusste er tief in seinem Inneren, dass es nicht von Dauer sein wird.

## Bezüge zu anderen James-Bond-Romanen
- Die Ereignisse finden ein Jahr nach Du lebst nur zweimal statt, an dessen Ende James Bond sein Gedächtnis verliert.
- Es wird erwähnt, dass sich Bond und Leiter vor drei oder vier Jahren zum letzten Mal getroffen haben.
- Bond bekommt auf Jamaika das Auto von Strangways, mit dem er in Leben und sterben lassen zusammenarbeitete und der in Dr. No getötet wird.

## Sonstiges
- Als Ian Fleming diesen Roman schrieb, gab es schon die ersten Verfilmungen mit der Figur des Q. Im Roman wird erwähnt, dass das Abendkleid von Mary Goodnight als Uniform mit versteckten Todespillen von der Abteilung Q entworfen wurde.
- M wird mit vollem Namen erwähnt: Admiral Sir Miles Messervy.
- Bond liest das Buch Zivilcourage von John F. Kennedy, der ein Jahr vor Flemings Tod ermordet wurde. Da sich Kennedy als großer Liebhaber der Bond-Romane bezeichnete, stieg die Popularität der Romane stark an.
- Fleming lässt Mary Goodnight sagen, dass sich Fidel Castro vermutlich nicht mehr lange halten kann. Fleming war der Meinung, dass man Castro möglichst bald loswerden sollte.